# Cybiosarda elegans
Cybiosarda elegans es una especie de peces de la familia Scombridae en el orden de los Perciformes.

## Morfología
Los machos pueden llegar alcanzar los 45 cm de longitud total y los 2 kg de peso.

## Distribución geográfica
Se encuentra al norte de Australia y al sur de Papúa Nueva Guinea.